# Габб, Джордж
Джордж Сеймур Габб (англ. George Gabb; 28 февраля 1928 — 1 марта 2007) — белизский художник, скульптор, писатель
, поэт, драматург .

## Биография
Художник-самоучка. Окончил начальную школу. С 13 лет заинтересовался искусством и вскоре стал заниматься скульпторой.
Среди его многочисленных произведений — «Спящий великан» (The sleeping giant), изображение которого помещено на 100 долларовую банкноту Белиза и в государственные паспорта, а также скульптура «Свобода мысли» на въезде в город Бельмопан. Он автор многих скульптур из дерева.
За время своего творчества писал также стихи, пословицы и пьесы. Самыми известными его произведениями являются сборник поэзии «Невооружённым глазом», а также пьеса «Желтохвост», впервые поставленная в 1960-х годах. Его поэма «The Sculpted Sculptor» получила международное признание и признание Международного общества поэтов, созданного в 1990 году.

## Награды
В 1974 году он был награждён кавалерским Орденом Британской империи. В 2002 году Габб получил награду за заслуги от правительства Белиза. В 1998 году Совет по искусству Белиза присвоил ему звание «Выдающийся художник».

## Избранные публикации
- Check Out Deh Yah Gabb Proverbs (1996)